# René Augustin de Chalus
Pour les articles homonymes, voir Chalus.
René Augustin de Chalus, né le 4 décembre 1764 à Juvigné en Mayenne et mort le 23 novembre 1845 à Nantes, est un militaire français et chef chouan pendant la Révolution française.

## Biographie
Membre de la famille de Chalus, originaire du Maine il est le fils de René de Chalus, sieur de Maulny et de Laususière, et de Jeanne Fauchard.
À la Révolution, en 1792 il émigre, il s'engage dans l'armée des princes puis passe au régiment Loyal-Émigrant et participe au débarquement de Quiberon, après l'échec de l'expédition il trouve refuge chez les chouans de Fougères et entre dans l'état-major de Joseph de Puisaye, ou il devient major-général en 1796, maréchal de camp en 1797 et commandant en chef provisoire des armées catholique et royale de Bretagne en 1798 « qu'il essaya de discipliner ».
Après la déroute, il gagne l'Ille-et-Vilaine accompagné de son frère et se joignit à Aimé du Boisguy. Il fut nommé lieutenant de colonne et se distingua par ses connaissances militaires. Lorsque Joseph de Puisaye rejoignit la division de Fougères, il monta rapidement en grade. Le comte Joseph de Puisaye l'intégra à ses chevaliers catholiques. Cet avancement si rapide déplut fortement aux chouans, mais Chalus était un officier respecté, aussi les protestations se détournèrent plutôt vers Puisaye et les très peu populaires chevaliers catholiques[réf. nécessaire].
Après la paix de 1796, Chalus resta attaché à Puisaye et l'accompagna en Angleterre puis au Canada en 1798.
De retour en France sous le Consulat, il se marie avec Louise Silvine Angélique Durys avec qui il a deux enfants[réf. nécessaire]. Il est le beau-père de Louis Raymond Barbier du Doré.
Il meurt à Nantes en 1845,.

## Décoration
- Chevalier de l'Ordre national de la Légion d'honneur en 1825[1].

## Sources partielles
- Biographie universelle et portative des contemporains, par MM. Rabe, Vieilh, de Boisjolin, et Sainte-Preuve, Volume 1, page 872, 1836.
- « René Augustin de Chalus », dans Alphonse-Victor Angot et Ferdinand Gaugain, Dictionnaire historique, topographique et biographique de la Mayenne, Laval, A. Goupil, 1900-1910 [détail des éditions] (BNF 34106789, présentation en ligne)